# 416th Flight Test Squadron
Le 416th Flight Test Squadron, abrégé en 416 FTS, est un escadron de l'United States Air Force. Il fait partie de la 412th Test Wing (en) au sein du Air Force Materiel Command. Il est stationné sur l'Edwards Air Force Base en Californie.

## Histoire
L'unité a d'abord été créée en tant que le 26th Reconnaissance Squadron (Heavy) le 28 janvier 1942. Le 22 avril de la même année, elle a été redésignée en tant que le 416th Bombardment Squadron (Heavy). Elle a été activée le 1er juin 1942 en tant que composante du 99th Bombardement Group (en). Le 20 août 1943, elle a été redésignée en tant que 416th Bombardment Squadron, Heavy. Le 8 novembre 1945, elle a été désactivée. Le 3 juillet 1947, elle a été redésignée en tant que le 416th Bombardment Squadron, Very Heavy. Du 17 juillet 1947 au 27 juin 1949, elle a été activée dans la réserve. Le 10 mars 1989, elle a été activée en tant que composante du 6510th Test Wing, plus tard, devenue la 412th Test Wing. Le 1er octobre 1992, elle a été amalgamée avec le 6516th Test Squadron et renommée en 416th Test Squadron le lendemain. Le 1er octobre 1993, elle a été assignée à son groupe actuel, la 412th Test Wing (en). Le 1er mars 1994, elle adopta son nom actuel de 416th Flight Test Squadron.